# Unfaithful (film)
Unfaithful is een Amerikaanse film uit 2002, geregisseerd door Adrian Lyne. De film is gebaseerd op de Franse film La Femme infidèle uit 1969 van Claude Chabrol.

## Verhaal
Edward en Connie Sumner en hun zoon Charlie vormen een gelukkig gezin. Hun leven in een buitenwijk van New York dreigt haast sleur te worden. Op een stormachtige dag botst Connie in de wijk SoHo per ongeluk op de jonge boekhandelaar Paul Martel. Nadat ze tevergeefs heeft geprobeerd een taxi te krijgen, gaat ze met hem mee naar zijn appartement waar hij haar opgelopen wonden behandelt. Ze wijst zijn avances af en vertrekt.
Een paar dagen later vindt ze Pauls telefoonnummer in het boek dat hij haar gaf. Connie belt hem en ze wordt door hem uitgenodigd. Paul flirt opnieuw met haar. Uiteindelijk krijgen ze een gepassioneerde relatie waarbij ze elkaar meestal ontmoeten in zijn appartement en er seks hebben. Ze hebben ook seks in een bioscoop en in het toilet van een café waar Connie met twee vriendinnen naartoe was gegaan.
Edward merkt dat zijn vrouw verandert en zijn argwaan wordt gewekt. Wanneer Edward ziet dat Connie zich klaarmaakt met nieuwe schoenen en lingerie, vraagt hij haar om samen hem te lunchen, maar ze zegt dat ze een afspraak heeft bij een schoonheidssalon. Edward belt de salon en daar wordt bevestigd dat Connie loog. Connie en Paul worden ook samen gezien door een van Edwards collega's. Hij verraadt hen niet, maar hint erop tijdens een ruzie met Edward. Edward huurt een privédetective, die hem als bewijsmateriaal compromitterende foto's en het adres van Paul geeft. Voor Connie wordt de affaire intussen steeds meer een last omdat ze alleen nog maar aan Paul kan denken en hij niet altijd voor haar beschikbaar is. Als ze hem betrapt met een jongere vriendin, wil ze hun affaire beëindigen, maar ze bezwijkt toch weer voor zijn aantrekkingskracht en heeft seks met hem in het trappenhuis.
Edward gaat ondertussen naar het appartement van Paul. Hij mist Connie net en belt aan bij Paul. Paul, die slechts gekleed is in een jas, laat Edward binnen en geeft hem een glas wodka. Paul geeft de affaire onverschillig toe. Edward blijft eerst kalm, maar wordt woedend als hij verneemt dat Connie over hem heeft gepraat en ze haar minnaar een sneeuwbol heeft gegeven die hijzelf oorspronkelijk voor Connie had gekocht. Hij grijpt deze sneeuwbol en doodt Paul door hem ermee op zijn hoofd te slaan.
Eerst wil Edward van schrik de politie bellen, maar hij besluit zijn sporen te wissen en het lichaam op een vuilnisbelt te dumpen. Even later verschijnt de politie voor verhoor bij de Sumners omdat ze het telefoonnummer van Connie in het appartement van Paul hebben gevonden. Het lichaam van Paul wordt gevonden en de politie komt terug, maar er zijn geen aanwijzingen die belastend zijn voor Connie of  Edward. Als Connie in een wassalon de foto's van de privédetective in Edwards kleren vindt, realiseert ze zich dat Edward van hun relatie weet. Als ze de sneeuwbol vindt die ze aan Paul had gegeven en die Edward als moordwapen in haar huis gebruikte, realiseert ze zich dat Edward verantwoordelijk is voor de dood van Paul. Ondanks alles hebben beiden het gevoel dat ze nog steeds van elkaar houden en bij elkaar willen blijven.
In de slotscène zitten Connie, Edward en Charlie in een auto bij een aanvankelijk rood verkeerslicht voor een politiebureau en bespreken hoe verder te gaan. Edward wil zich toch aangeven bij politie, maar Connie stelt voor naar Mexico te emigreren en daar een nieuw leven te beginnen.

## Rolverdeling
- Richard Gere als Edward Sumner
- Diane Lane als Constance "Connie" Sumner
- Olivier Martinez als Paul Martel
- Erik Per Sullivan als Charlie Sumner
- Chad Lowe als Bill Stone
- Dominic Chianese als Frank Wilson
- Erich Anderson als Bob Gaylord
- Michelle Monaghan als Lindsay
- Kate Burton als Tracy
- Margaret Colin als Sally
- Željko Ivanek als detective Dean
- Michael Emerson als Josh
- Damon Gupton als zakenman

## Prijzen en nominaties
Diane Lane won prijzen voor beste actrice van de National Society of Film Critics en New York Film Critics en een Satellite Award. Ze werd genomineerd voor een Golden Globe en een Oscar voor beste actrice.